# Sugar (bài hát của Maroon 5)
"Sugar" là một bài hát của ban nhạc người Mỹ Maroon 5 nằm trong album phòng thu thứ năm của họ, V (2014). Nó được phát hành như là đĩa đơn thứ ba trích từ album vào ngày 13 tháng 1 năm 2015 bởi 222 Records và Interscope Records. Bài hát được sáng tác bởi giọng ca chính của nhóm Adam Levine với Mike Posner, Lukasz Gottwald, Jacob Kasher Hindlin cũng như những nhà sản xuất nó Joshua Coleman và Cirkut. Ban đầu, "Sugar" được sáng tác bởi Posner cho album dự định phát hành lúc bấy giờ của anh Pages, nhưng nam ca sĩ đã quyết định để Maroon 5 thể hiện nó sau khi thay đổi hãng đĩa và hủy bỏ kế hoạch phát hành album. Đây là một bản disco, funk-pop và soul mang nội dung đề cập đến tình cảm của một người đàn ông với người yêu của mình, trong đó anh so sánh cô ngọt ngào như một viên đường và ám chỉ nhiều ẩn ý liên quan đến tình dục. Một phiên bản phối lại chính thức của bài hát, với sự tham gia góp giọng của Nicki Minaj, đã được phát hành.
Sau khi phát hành, "Sugar" nhận được những phản ứng tích cực từ các nhà phê bình âm nhạc, trong đó họ giai điệu bắt tai và thân thiện với sóng phát thanh của nó, đồng thời gọi đây là một điểm nhấn nổi bật từ V. Ngoài ra, bài hát còn gặt hái nhiều giải thưởng và đề cử tại những lễ trao giải lớn, bao gồm một đề cử giải Grammy cho Trình diễn song tấu hoặc nhóm nhạc pop xuất sắc nhất tại lễ trao giải thường niên lần thứ 58. "Sugar" cũng tiếp nhận những thành công lớn về mặt thương mại với việc lọt vào top 10 ở nhiều quốc gia trên thế giới, bao gồm những thị trường lớn như Úc, Canada, Đan Mạch, Hungary, Ireland, Ý, Hà Lan, New Zealand, Ba Lan, Thụy Sĩ và Vương quốc Anh. Tại Hoa Kỳ, nó đạt vị trí thứ hai trên bảng xếp hạng Billboard Hot 100, trở thành đĩa đơn thứ tám của Maroon 5 vươn đến top 5 tại đây. Tính đến nay, "Sugar" đã bán được hơn 16 triệu bản trên toàn cầu, trở thành đĩa đơn bán chạy thứ tư của năm 2015 và là một trong những đĩa đơn bán chạy nhất mọi thời đại.
Video ca nhạc cho "Sugar" được đạo diễn bởi David Dobkin, trong đó bao gồm những cảnh Maroon 5 bí mật xuất hiện và hát trong những đám cưới ở Los Angeles, vốn được lấy cảm hứng từ bộ phim năm 2005 Wedding Crashers do Dobkin làm đạo diễn. Nó đã nhận được một đề cử tại giải Video âm nhạc của MTV năm 2015 cho Video Pop xuất sắc nhất. Để quảng bá bài hát, nhóm đã trình diễn "Sugar" trên nhiều chương trình truyền hình và lễ trao giải lớn, bao gồm  Jimmy Kimmel Live!, Victoria's Secret Swim Special và The Voice, cũng như trong nhiều chuyến lưu diễn của họ. Kể từ khi phát hành, nó đã được hát lại và sử dụng làm nhạc mẫu bởi nhiều nghệ sĩ, như Nick Young, Bart Baker, Sam Tsui, Tiffany Alvord, Tyler Ward và Johnny Orlando, cũng như xuất hiện trong những tác phẩm điện ảnh và truyền hình, bao gồm American Housewife, Bull, Stalker và Sugar. Ngoài ra, "Sugar" còn xuất hiện trong album tuyển tập của họ, Singles (2015).

## Danh sách bài hát
- Tải kĩ thuật số

1. "Sugar" — 3:55

- Tải kĩ thuật số – phối lại[1]

1. "Sugar" (hợp tác với Nicki Minaj) – 3:55

Phiên bản khác
- "Sugar" (7th Heaven Club phối) – 6:48
- "Sugar" (Sicarii phối lại) – 3:33
- "Sugar" (Slaptop phối lại) – 4:05

## Đội ngũ thực hiện
Thành phần thực hiện được trích từ ghi chú của V, Interscope Records.
Thu âm
- Thu âm tại Conway Recording Studios (Hollywood, California), Luke's in the Boo (Malibu, California) và The Mothership (Sherman Oaks, California).
- Phối khí tại MixStar Studios (Virginia Beach, Virginia).

Thành phần
- Sáng tác – Adam Levine, Joshua Coleman, Lukasz Gottwald, Jacob Kasher Hindlin, Mike Posner, Henry Walter
- Sản xuất – Ammo, Cirkut
- Giọng hát – Adam Levine
- Giọng nền – Mike Posner
- Kỹ sư – Doug McKean, Clint Gibbs, Noah Passovoy, Jonathan Sher
- Hỗ trợ kỹ sư – John Armstrong, Eric Eylands, Rachael Findlen, Cameron Montgomery
- Kỹ sư phối khí – John Hanes
- Nhạc cụ và lập trình – Maroon 5, Dr. Luke, Ammo, Cirkut
- Guitar – James Valentine, Dr. Luke, Jesse Carmichael
- Guitar bass – Mickey Madden
- Synth bass – Dr. Luke
- Trống –Matt Flynn and Cirkut
- Đàn phím/synthesizer – Jesse Carmichael, PJ Morton, Dr. Luke, Ammo, Cirkut
- Kỹ thuật nhạc cụ – Artie Smith

## Xếp hạng
| Bảng xếp hạng (2015)                      | Vị trí cao nhất |
| ----------------------------------------- | --------------- |
| Úc (ARIA)                                 | 6               |
| Áo (Ö3 Austria Top 40)                    | 25              |
| Bỉ (Ultratop 50 Flanders)                 | 24              |
| Bỉ (Ultratop 50 Wallonia)                 | 24              |
| Brazil (Billboard Brasil Hot 100)         | 36              |
| Canada (Canadian Hot 100)                 | 2               |
| Canada AC (Billboard)                     | 1               |
| Canada CHR/Top 40 (Billboard)             | 1               |
| Canada Hot AC (Billboard)                 | 1               |
| Cộng hòa Séc (Rádio Top 100)              | 8               |
| Cộng hòa Séc (Singles Digitál Top 100)    | 1               |
| Đan Mạch (Tracklisten)                    | 5               |
| Châu Âu Digital Song Sales (Billboard)    | 11              |
| Phần Lan (Suomen virallinen lista)        | 11              |
| Pháp (SNEP)                               | 15              |
| Đức (Official German Charts)              | 41              |
| Hy Lạp Nhạc số (Billboard)                | 8               |
| Hungary (Rádiós Top 40)                   | 2               |
| Hungary (Single Top 40)                   | 2               |
| Hungary (Stream Top 40)                   | 1               |
| Ireland (IRMA)                            | 5               |
| Israel (Media Forest)                     | 3               |
| Ý (FIMI)                                  | 6               |
| Nhật Bản (Japan Hot 100)                  | 19              |
| Mexico Phát thanh (Billboard)             | 1               |
| Hà Lan (Dutch Top 40)                     | 9               |
| Hà Lan (Single Top 100)                   | 10              |
| New Zealand (Recorded Music NZ)           | 3               |
| Na Uy (VG-lista)                          | 11              |
| Ba Lan (Polish Airplay Top 100)           | 3               |
| Scotland (OCC)                            | 6               |
| Slovakia (Rádio Top 100)                  | 1               |
| Slovakia (Singles Digitál Top 100)        | 2               |
| Slovenia (SloTop50)                       | 9               |
| Nam Phi (EMA)                             | 1               |
| Hàn Quốc (Gaon)                           | 17              |
| Hàn Quốc (Gaon International Singles)     | 1               |
| Tây Ban Nha (PROMUSICAE)                  | 12              |
| Thụy Điển (Sverigetopplistan)             | 17              |
| Thụy Sĩ (Schweizer Hitparade)             | 10              |
| Anh Quốc (OCC)                            | 7               |
| Hoa Kỳ Billboard Hot 100                  | 2               |
| Hoa Kỳ Adult Contemporary (Billboard)     | 2               |
| Hoa Kỳ Adult Pop Airplay (Billboard)      | 1               |
| Hoa Kỳ Dance Club Songs (Billboard)       | 36              |
| Hoa Kỳ Dance/Mix Show Airplay (Billboard) | 3               |
| Hoa Kỳ Pop Airplay (Billboard)            | 1               |
| Hoa Kỳ Rhythmic (Billboard)               | 23              |

| Bảng xếp hạng (2015)                      | Vị trí |
| ----------------------------------------- | ------ |
| Australia (ARIA)                          | 13     |
| Belgium (Ultratop 50 Flanders)            | 80     |
| Belgium (Ultratop 50 Wallonia)            | 52     |
| Canada (Canadian Hot 100)                 | 5      |
| Denmark (Tracklisten)                     | 23     |
| France (SNEP)                             | 32     |
| Hungary (Rádiós Top 40)                   | 38     |
| Hungary (Single Top 10)                   | 23     |
| Hungary (Stream Top 10)                   | 18     |
| Ireland (IRMA)                            | 14     |
| Israel (Media Forest)                     | 10     |
| Italy (FIMI)                              | 21     |
| Japan (Japan Hot 100)                     | 34     |
| Japan Hot Overseas (Billboard Japan)      | 5      |
| Netherlands (Dutch Top 40)                | 57     |
| Netherlands (Single Top 100)              | 35     |
| New Zealand (Recorded Music NZ)           | 7      |
| Poland (ZPAV)                             | 27     |
| Russia Airplay (Tophit)                   | 176    |
| Slovenia (SloTop50)                       | 38     |
| South Korea (Gaon)                        | 9      |
| South Korea (Gaon International Singles)  | 1      |
| Spain (PROMUSICAE)                        | 23     |
| Sweden (Sverigetopplistan)                | 68     |
| Switzerland (Schweizer Hitparade)         | 33     |
| UK Singles (Official Charts Company)      | 13     |
| US Billboard Hot 100                      | 5      |
| US Adult Contemporary (Billboard)         | 2      |
| US Adult Top 40 (Billboard)               | 4      |
| US Hot Dance/Mix Show Airplay (Billboard) | 19     |
| US Pop Songs (Billboard)                  | 5      |
| Worldwide (IPFI)                          | 4      |
| Bảng xếp hạng (2016)                      | Vị trí |
| Argentina (Monitor Latino)                | 61     |
| Brazil (Billboard Brasil Hot 100)         | 8      |
| Japan Hot Overseas (Billboard Japan)      | 10     |
| South Korea (Gaon International Singles)  | 5      |
| US Adult Contemporary (Billboard)         | 27     |
| Bảng xếp hạng (2017)                      | Vị trí |
| Japan Hot Overseas (Billboard Japan)      | 13     |
| South Korea (Gaon International Singles)  | 12     |
| Bảng xếp hạng (2018)                      | Vị trí |
| Japan Hot Overseas (Billboard Japan)      | 16     |
| South Korea (Gaon International Singles)  | 23     |

| Bảng xếp hạng                        | Vị trí |
| ------------------------------------ | ------ |
| UK Singles (Official Charts Company) | 179    |
| US Billboard Hot 100                 | 500    |

## Chứng nhận
| Quốc gia | Chứng nhận       | Số đơn vị/doanh số chứng nhận |
| --- | ---------------- | ----------------------------- |
| Úc (ARIA) | 3× Bạch kim      | 210.000^                      |
| Bỉ (BEA) | Vàng             | 10.000‡                       |
| Canada (Music Canada) | Bạch kim         | 10.000^                       |
| Đan Mạch (IFPI Đan Mạch) | Bạch kim         | 60.000^                       |
| Pháp (SNEP) | Vàng             | 66.666‡                       |
| Đức (BVMI) | Vàng             | 150.000‡                      |
| Ý (FIMI) | 3× Bạch kim      | 150.000‡                      |
| Nhật Bản (RIAJ) | Vàng             | 100.000^                      |
| México (AMPROFON) | 7× Bạch kim+Vàng | 450.000‡                      |
| New Zealand (RMNZ) | 2× Bạch kim      | 30.000*                       |
| Ba Lan (ZPAV) | 3× Bạch kim      | 60.000*                       |
| Hàn Quốc (Gaon Chart) | —                | 2,622,464                     |
| Tây Ban Nha (PROMUSICAE) | Bạch kim         | 40.000‡                       |
| Thụy Điển (GLF) | Bạch kim         | 20.000‡                       |
| Anh Quốc (BPI) | 2× Bạch kim      | 1,370,000                     |
| Hoa Kỳ (RIAA) | 8× Bạch kim      | 8.000.000‡                    |
| * Chứng nhận dựa theo doanh số tiêu thụ. ^ Chứng nhận dựa theo doanh số nhập hàng. ‡ Chứng nhận dựa theo doanh số tiêu thụ và phát trực tuyến. |                  |                               |

## Lịch sử phát hành
| Quốc gia      | Ngày                | Định dạng                  | Hãng đĩa       | Nguồn   |
| ------------- | ------------------- | -------------------------- | -------------- | ------- |
| Hoa Kỳ        | 13 tháng 1 năm 2015 | Contemporary hit radio     | 222 Interscope | [ 111 ] |
| Ý             | 20 tháng 2 năm 2015 | Contemporary hit radio     | Universal      | [ 112 ] |
| Canada        | 10 tháng 3 năm 2015 | Tải kĩ thuật số (phối lại) | 222 Interscope | [ 113 ] |
| United States | 10 tháng 3 năm 2015 | Tải kĩ thuật số (phối lại) | 222 Interscope | [ 114 ] |